# Bolitoglossa hypacra
Espèce
Synonymes
- Magnadigita hypacra Brame & Wake, 1962

Statut de conservation UICN

 EN  : En danger
Bolitoglossa hypacra est une espèce d'urodèles de la famille des Plethodontidae.

## Répartition
Cette espèce est endémique du département d'Antioquia en Colombie. Elle se rencontre dans la municipalité de Frontino entre 3 600 et 3 700 m d'altitude sur le Páramo Frontino dans la cordillère Occidentale.

## Description
La femelle holotype mesure 62,0 mm sans la queue.

## Publication originale
- Brame & Wake, 1962 : A new plethodontid salamander (genus Magnadigita) from the Cordillera Occidental of Colombia. Proceedings of the Biological Society of Washington, vol. 75, p. 71-76 (texte intégral).